# Edera Cordiale
Edera Cordiale-Gentile (Torino, 30 gennaio 1920 – Tortorici, 4 aprile 1993) è stata una discobola italiana, medaglia d'argento alle Olimpiadi di Londra 1948.

## Biografia
Di natali piemontesi, è stata campionessa del disco dal 1943 al 1953, ottenendo in particolare nel ruolo di atleta nazionale del disco diversi risultati a cavallo degli anni '40 e '50: nel 1948 partecipò alle Olimpiadi di Londra dove si aggiudicò l'argento mentre due anni più tardi fece suo il bronzo ai campionati europei di atletica leggera.
Nel 1952 gareggiò ai Giochi Olimpici di Helsinki arrivando però solo quattordicesima.

### Dopo la carriera atletica
Dopo il ritiro dalla carriera sportiva, gestì per alcuni anni una tabaccheria, ma poi decise di farsi assegnare (in qualità di dipendente comunale) come custode alla pista di atletica presso lo stadio comunale, per restare vicino alla sua vecchia passione.
Trasferitasi in Sicilia negli ultimi anni, è morta all'età di 73 anni a Tortorici, in provincia di Messina.

## Palmarès
| Anno | Manifestazione | Sede      | Evento           | Risultato | Misura  | Note |
| ---- | -------------- | --------- | ---------------- | --------- | ------- | ---- |
| 1948 | Olimpiadi      | Londra    | Lancio del disco | Argento   | 41,17 m |      |
| 1950 | Europei        | Bruxelles | Lancio del disco | Bronzo    | 41,57 m |      |
| 1952 | Olimpiadi      | Helsinki  | Lancio del disco | 14ª       | 38,22 m |      |

## Memorie
La città di Torino ha intitolato all'atleta un giardino pubblico nel luglio 2015, nel quartiere Lucento.
È stato intitolato a Edera anche il palazzetto dello sport di Tortorici